# Westerkerk (Leeuwarden)

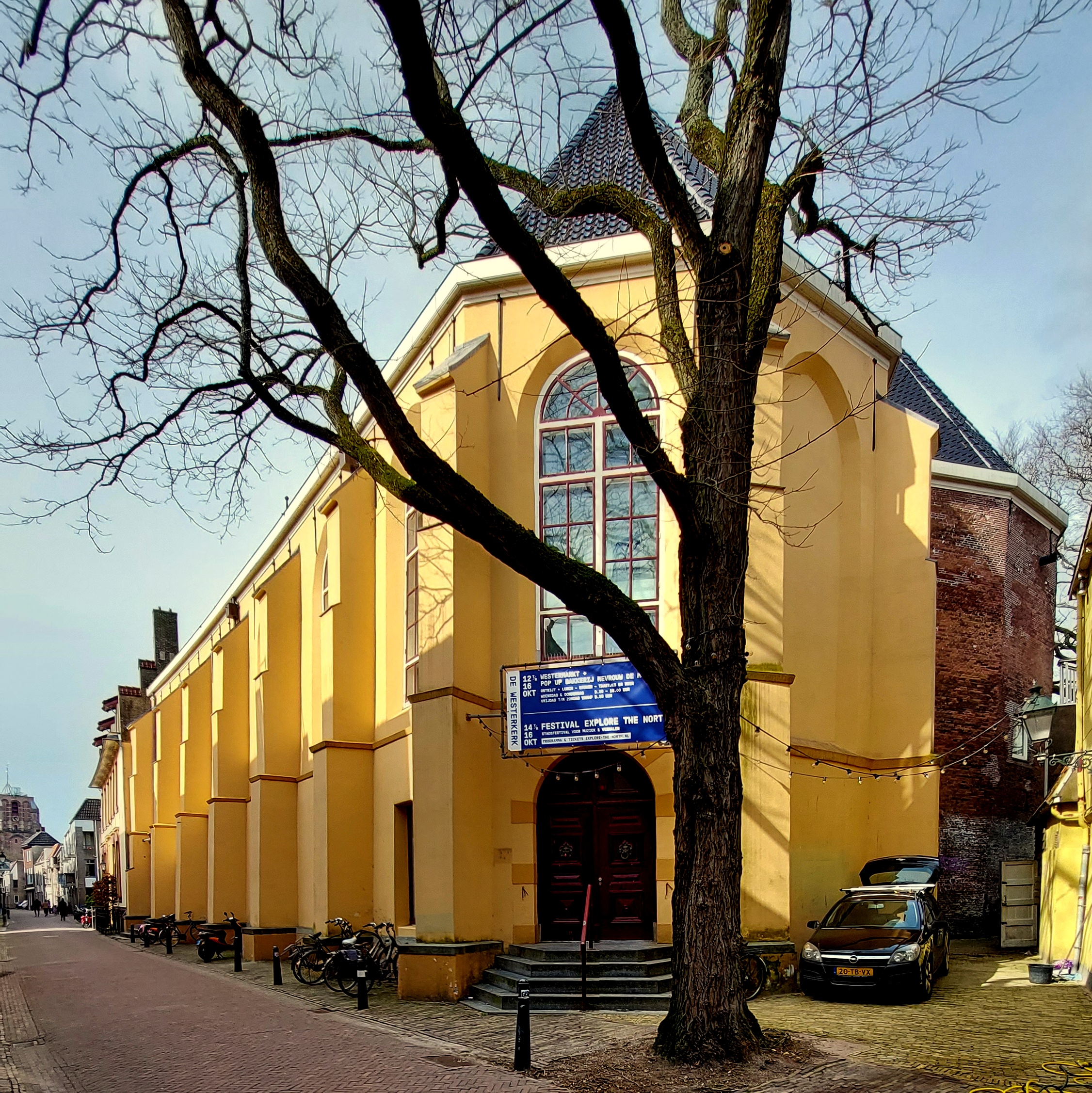
De Westerkerk in 2023

De Westerkerk is een kerkgebouw in de stad Leeuwarden in de Nederlandse provincie Friesland. Het kerkgebouw is, tezamen met de preekstoel en het pijporgel, een rijksmonument. Het gebouw huisvestte achtereenvolgens onder meer een kloosterorde (begijnenkerk), een brouwerij, een tuchthuis, een kerkgemeente, een jeugdkerk, een theater, een poppodium en een culturele broedplaats. Tussentijds heeft het leegstand gekend en in latere jaren tijdelijke anti-kraakverhuur.

## Geschiedenis
In 1460 werd het Sint Annaklooster van de Grauwe Begijnen buiten Leeuwarden op de terp Fiswerd gesticht, op de plek van de tegenwoordige Oude Stadsbegraafplaats aan de Spanjaardslaan. De orde was gewijd aan de heilige Anna. In 1498 vond het eerste Beleg van Leeuwarden door de hertog van Saksen plaats, en in 1499 volgde het tweede beleg. Bij de belegering werden de troepen van Albrecht van Saksen ingekwartierd in het vrouwenklooster. Om een veiliger onderkomen te hebben werd hierop de kloosterorde verplaatst naar binnen de stad, de plek waar tegenwoordig de Bagijnestraat loopt. Hiervan zijn twee gebouwen overgebleven: de kloosterkapel en het naastliggende patershuis. De kapel is een deel van de latere Westerkerk. In 1519 werd het gebouw de eenbeukige Begijnenkerk van het Sint-Annaklooster of Grauwe Begijnen gebouwd. Het gebouw had een doorgang naar het naastgelegen Patershuis, het hoofdgebouw van het kloostercomplex dat eens de woning was van bisschop van Bisdom Leeuwarden, Cuneris Petri. Dat pand bezit nog muren en balklagen van het begijnenklooster.
Na de protestantse Reformatie werd het kerkgebouw verlaten: op de landdag van 1580 was besloten alle kloosters te confisqueren. Het pand deed daarna dienst als goederenopslagplaats, timmerwerkplaats en bierbrouwerij. In 1600 tot 1614 was het een tuchthuis, eerst een stadstuchthuis en later een landstuchthuis. Daarna waren er tot 1619 min of meer clandestiene opvoeringen door de rederijkerskamer van de dichter Jan Jansz. Starter.

### Kerkgebouw
De Westerkerk heeft classicistische kolommen met Korintische kapitelen in de kerkruimte. De kerkzaal heeft een galerij met gesneden friezen en panelen uit 1690. De buitenzijde heeft een gestucte gevel. Het pand is vanwege de vele verschillende gebruiken meermaals heringericht geweest.
Achttien jaar had het gebouw leeg gestaan toen de kerk in het gebouw werd gevestigd. Na een verbouwing, van 1639 tot 1643, werd het de Nederlandse Hervormde Kerk met de naam Westerkerk. In de verbouwing van 1681-'84 werd de kerk uitgebouwd met een evenhoge beuk met driezijdige koorsluiting aan de noordzijde.
In 1795 zijn op last van de autoriteiten de rouwborden van de families Rhala, Haersma en Lycklama à Nijeholt uit de kerk verwijderd als symbolen van het ancien regime.
In 1845-'46 kreeg de zuidbeuk naar plannen van stadsbouwmeester Thomas Romein een nieuw uiterlijk. De buitenmuur werd bepleisterd, de koepel met klok werden verwijderd en een nieuw dak werd aangebracht, en in het interieur werden de tongewelven uitgebroken en zitbanken verwijderd. Er restte een breder gewelf dat werd gestuct, vier grote zuilen met Korinthische kapitelen, een eiken preekstoel en een aantal panelen met sierlijk houtsnijwerk uit de oude banken. Vensters werden gewijzigd.
In 1968 besloot de Nederlands Hervormde Gemeente dat de Grote of Jacobijnerkerk en de Westerkerk gerestaureerd moesten worden. Hiervoor ontbraken de financiële middelen, waarop werd besloten om de Westerkerk te verkopen aan de jeugd van de hervormde gemeente - deze hield er al jaren jeugddiensten die indertijd om de veertien dagen zo'n 500 tot 800 bezoekers trok.

### Jeugdkerk
Op 15 november 1968 verkocht de Nederlands Hervormde Gemeente de kerk aan de Jeugddienstcommissie voor 100.000 gulden. Om de kerk rendabel te houden, wordt deze doordeweeks verhuurd, een eerste popfestival heeft dan zo al op 24 september 1968 plaatsgevonden. Het is The first fuq festival met op het programma onder meer de popgroepen Living Kick Formation en Daddy's Act, de dichter Bernlef, film, jazzballet en een markt, georganiseerd door Hippopotamus Unltd. - de stichting achter het latere Provadya? Leeuwarden en het jongerencentrum Hippo in de Schoolstraat.
Per 1 januari 1984 stopte het gebruik van de kerk voor de jeugddiensten - omdat niet meer aan de veiligheidseisen kon worden voldaan en vanwege een teruglopend aantal kerkbezoekers - en zette de Jeugddienstcommissie haar jeugddiensten voort in de Waalse Kerk.

### Theater
In 1991 kreeg de stadsarchitect Hans Heijdeman de opdracht de kerk te verbouwen tot een theater. De Harmonie als Stadstheater werd gelijker tijd vervangen voor nieuwbouw. Het nieuwe theater in de kerk voorzag in de behoefte om als alternatieve accommodatie ruimte te bieden aan podiumkunsten voor Leeuwarden. In het ontwerp voor de verbouw van de kerk werden de kerkbanken verwijderd en in een kleine opzet terug gebracht. Daarmee ontstond ruimte voor een theatercafé, een expositie ruimte en kantoren en kreeg de naam - Theater Romein, tot de officiële opening op vrijdag 21 februari 1992 nog Westerkerktheater geheten. Het orgel uit 1847 werd daartoe opgeslagen; de grafzerken werden herplaatst op een hiervoor ontworpen grafheuvel in het Leeuwarder Bos. Vele zerken zijn verdwenen of verloren gegaan. De grafzerk van Anthony Coulon ging naar het oude Coulonhuis van de Fryske Akademy; en de verwijderde 19e-eeuwse eikenhouten kansel kreeg in 1998 weer een plek in de galerie (Galerij Romein) op de verdieping. Aan de achterzijde werd een laad- en losruimte met bovenin twee kleedruimtes gerealiseerd; in de zaal werd een tweede ring voor het publiek boven de kraak aangebracht. Aan de achterzijde kwam een drieluik gemaakt door Russische kunstenaars uit Orjol, waarmee Leeuwarden een stedenband deelde. Het was ten tijde van het theater dat het pleisterwerk van de gevels werd veranderd van wit naar geel - in dezelfde tijd dat ook de gevelkleur van de Hoofdwacht en de Waalse kerk in de stad werden aangepast. Daarbij werden ook de deuren van groen naar rood geverfd. Het theater werd in 2005 gesloten om in 2006 als Poppodium Romein heropend te worden. In de zomer van 2015 werd het poppodium gesloten wegens bouw van een nieuw poppodium, Neushoorn. Na het evenement culturele hoofdstad Leeuwarden-Fryslân 2018 kreeg de kerk de tijdelijke bestemming van culturele broedplaats tot 2021. Sinds april 2024 is Podium Explore in de Westerkerk gevestigd. Dit wordt gerund door de organisatie die jaren festival Explore the North in Leeuwarden organiseert.

## Orgel

### Müllerorgel
In 1724 kreeg orgelbouwer Christiaan Müller uit Amsterdam opdracht om een nieuw orgel voor de Grote of Jacobijnerkerk te bouwen en het oude orgel over te plaatsen naar de Westerkerk, voor een totaalbedrag van 9.000 gulden. In 1778 wordt het orgel hersteld door Albertus van Gruisen en in 1803 door de Groninger orgelbouwer N.A. Lohman. In 1823 worden de broers Luitjen Jacob van Dam en Jacob van Dam gevraagd onderzoek te doen naar de staat van het orgel, waarna niet wordt overgegaan tot het prijzige herstel dat geraamd was op ƒ 1.160.

#### Dispositie
Het oude orgel bestond uit een manuaal, rugwerk en aangehangen pedaal, en de volgende registers. Hoofdwerk: Prestant 8 vt, Bourdon 16vt, Roerfluit 8vt, Octaaf 4vt, Quint 3vt, Octaaf 2vt, Tertiaan 2vt; verder Mixtuur, Sexquialter en Trompet 8vt, Rugwerk: Holpijp 8vt, Quint 3vt, Octaaf 2vt, Quintfluit 3vt, Dulciaan 8vt en Sexquialter discant.

### Van Dam-orgel

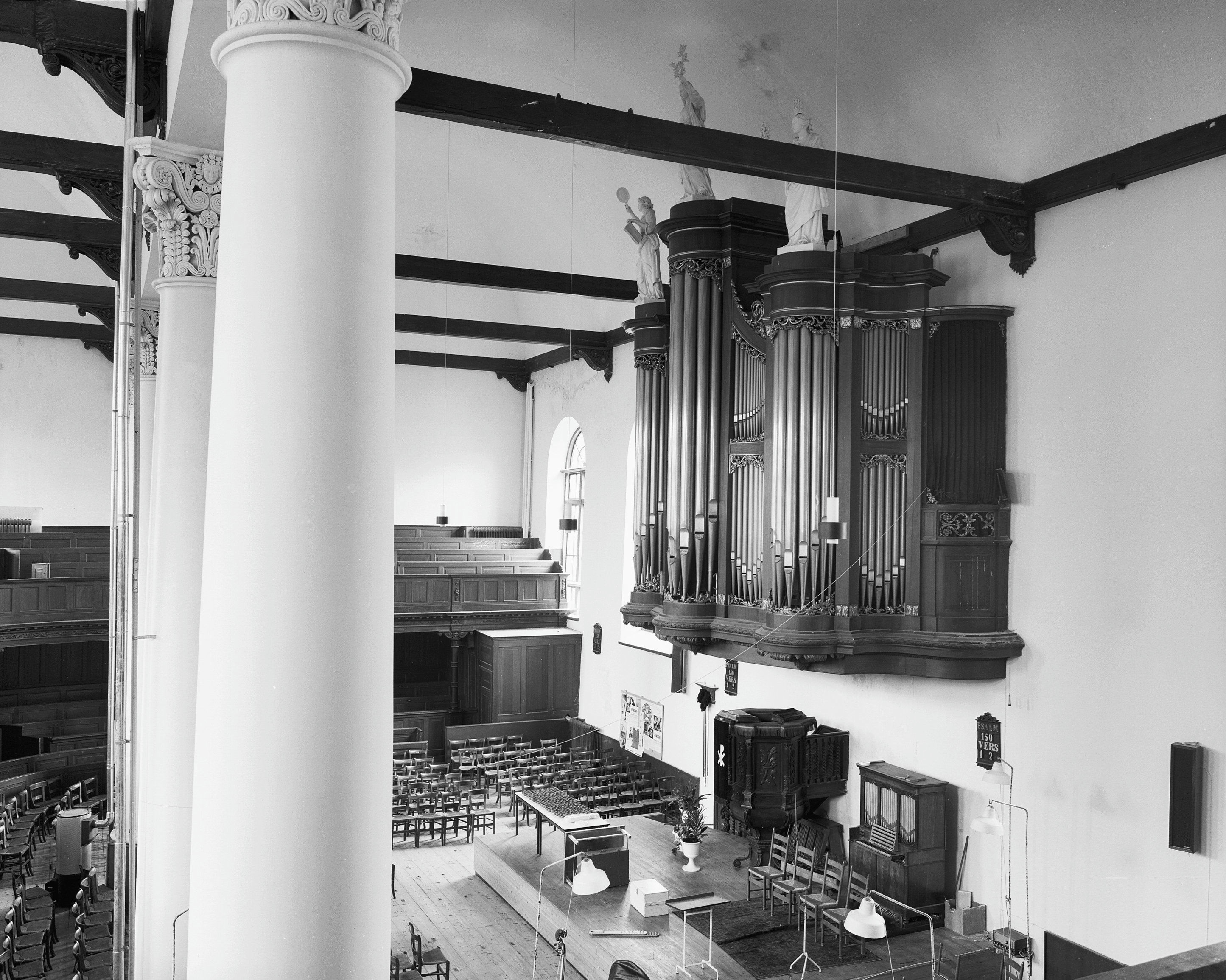
Interieur met Van Dam-orgel

In 1844 wordt aan L. van Dam en Zonen uit Leeuwarden opdracht gegeven om voor ƒ 6.800 een nieuw orgel te maken. Deze was, na het overlijden van vader Luitjen Jacob van Dam (†31 oktober 1846), op 17 september 1847 gereed. Zijn zonen Lambertus, Pieter en Jacob van Dam hebben het orgel voltooid. Op 15 augustus 1847 werd het Van Dam-orgel met een rede ingewijd door Nederlands hervormd predikant dr. Leendert Proes. In 1845 is het oude orgel verkocht middels een veiling in de kosterij van de Grote of Jacobijnerkerk. In 1940 is het gerestaureerd door de orgelbouwers Vaas & Bron, waarna op 19 oktober 1940 een inwijdingsconcert plaatsvond door George Stam. Met de verwezenlijking van Theater Romein heeft de gemeente het orgel tijdelijk opgeslagen in de Grote of Jacobijnerkerk.
Het orgelkas is versierd met drie beelden: een man-figuur met bijbel en olijftak verbeeldend de godsdienst (midden), een vrouw-figuur met open boek en palmtak en voet op een wereldbol (links), en een vrouw-figuur verbeeldend de godsvrucht (rechts).
De Leeuwarder orgelbouwersfamilie Van Dam heeft in 150 jaar tijd plm 300 orgels gebouwd. De stichter van het bedrijf, Lambertus van Dam (1744-1820), was leerling van orgelbouwer Hinsz. Het orgel in de Westerkerk wordt als een van de beste orgels van Van Dam beschouwd.

#### Dispositie
| Hoofdwerk |               |
| Prestant  | 16vt          |
| Octaaf    | 8vt           |
| Holpijp   | 8vt           |
| Octaaf    | 4vt           |
| Quint     | 2/3vt         |
| Octaaf    | 2vt           |
| Cornet    | 3 sterk       |
| Mixtuur   | 4-6 sterk 2vt |
| Trompet   | gehalveerd 8’ |

| Bovenwerk      |         |
| Prestant       | 4vt     |
| Salicionaal    | 8vt     |
| Gedekt         | 8vt     |
| Viola di Gamba | 8vt     |
| Quintfluit     | 2/3vt   |
| Gemshoorn      | 2vt     |
| Carillon       | 2 sterk |
| Dulciaan       | 8vt     |
| Tremulant      |         |

| Pedaal     |      |
| Subbas     | 16vt |
| Prestant   | 8vt  |
| Open fluit | 4vt  |
| Fagot      | 16vt |
| Trompet    | 8vt  |

## Afbeeldingen

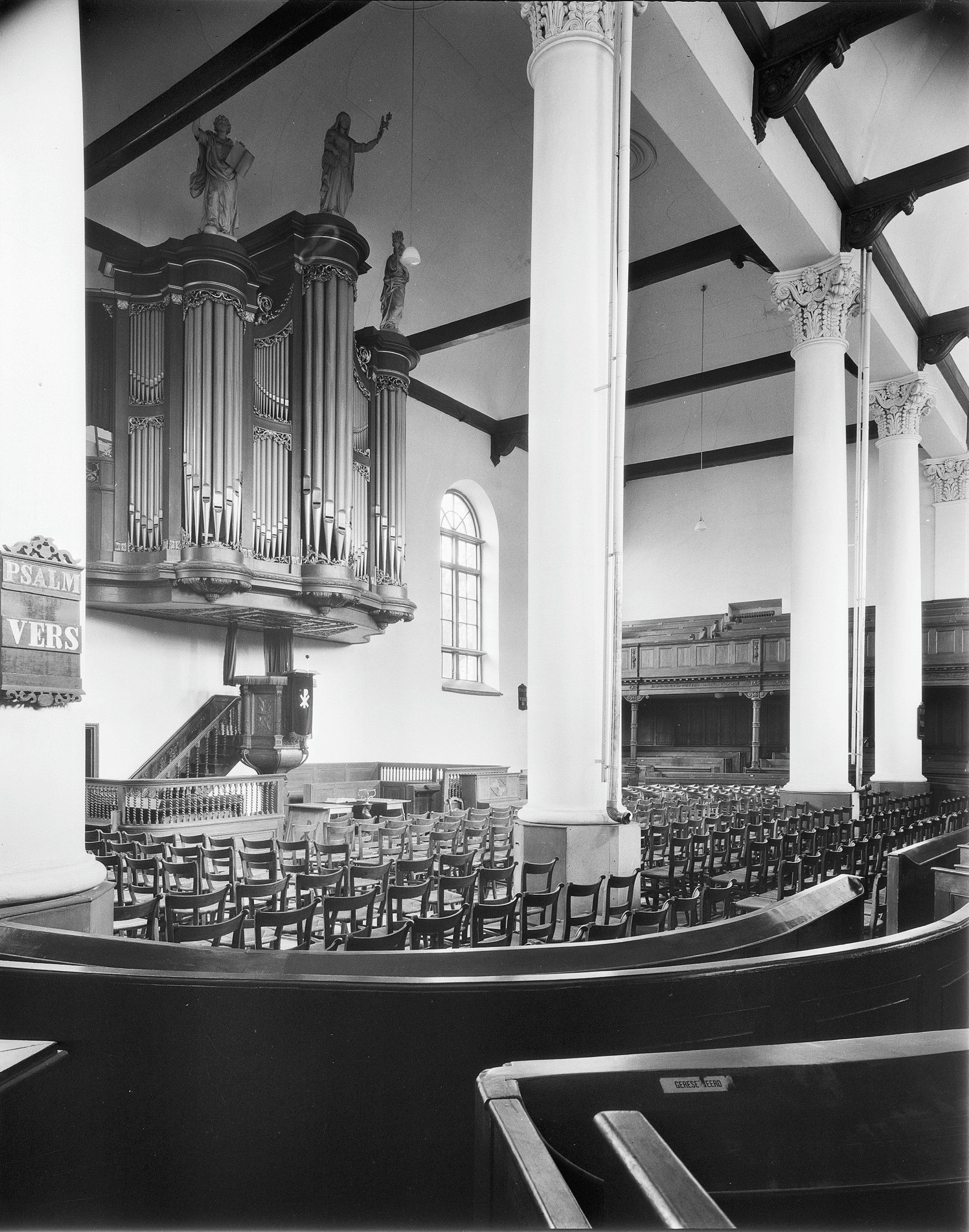
Liturgisch centrum met hekje erom (1960)
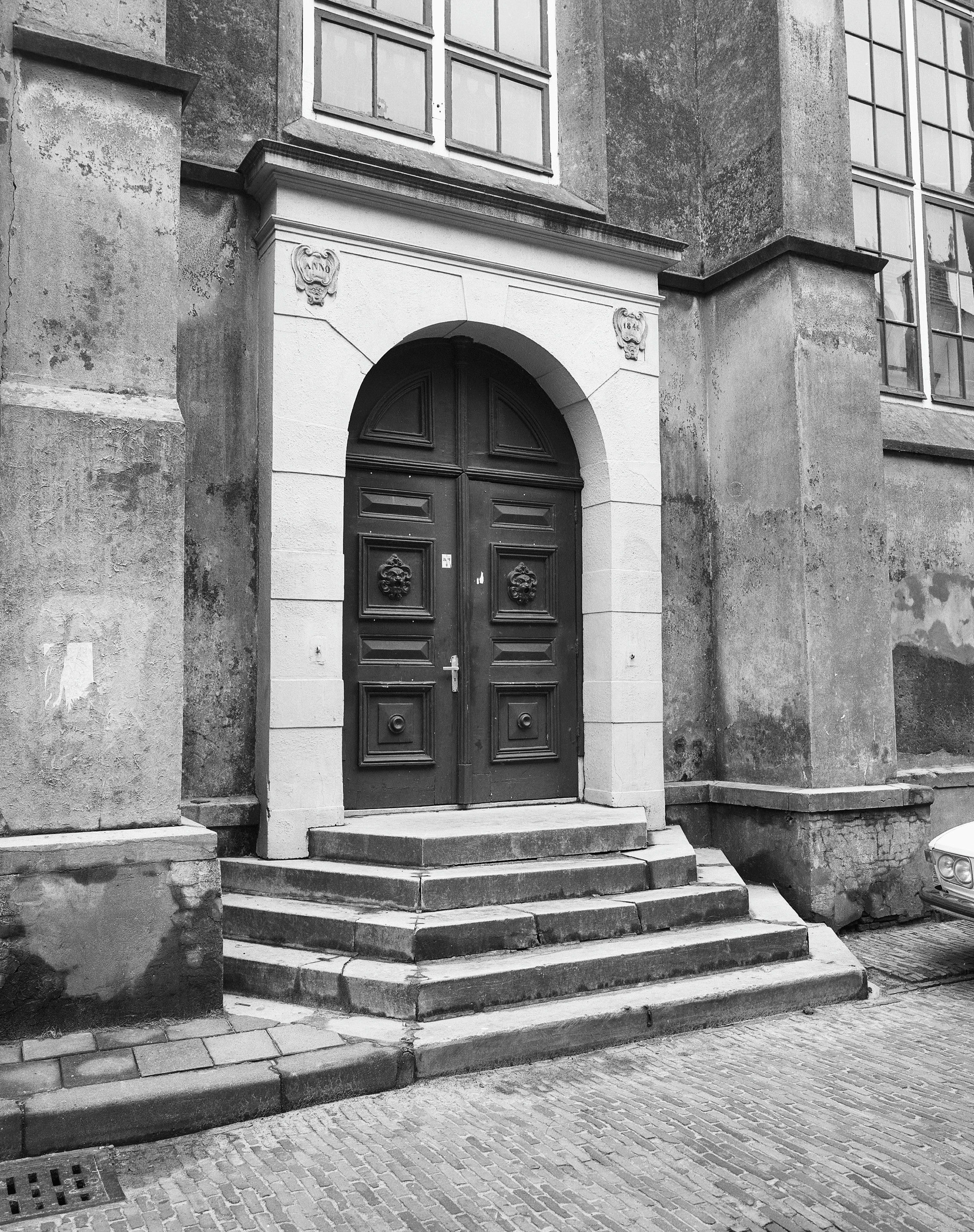
Achterdeur aan de Bagijnestraat (1974)
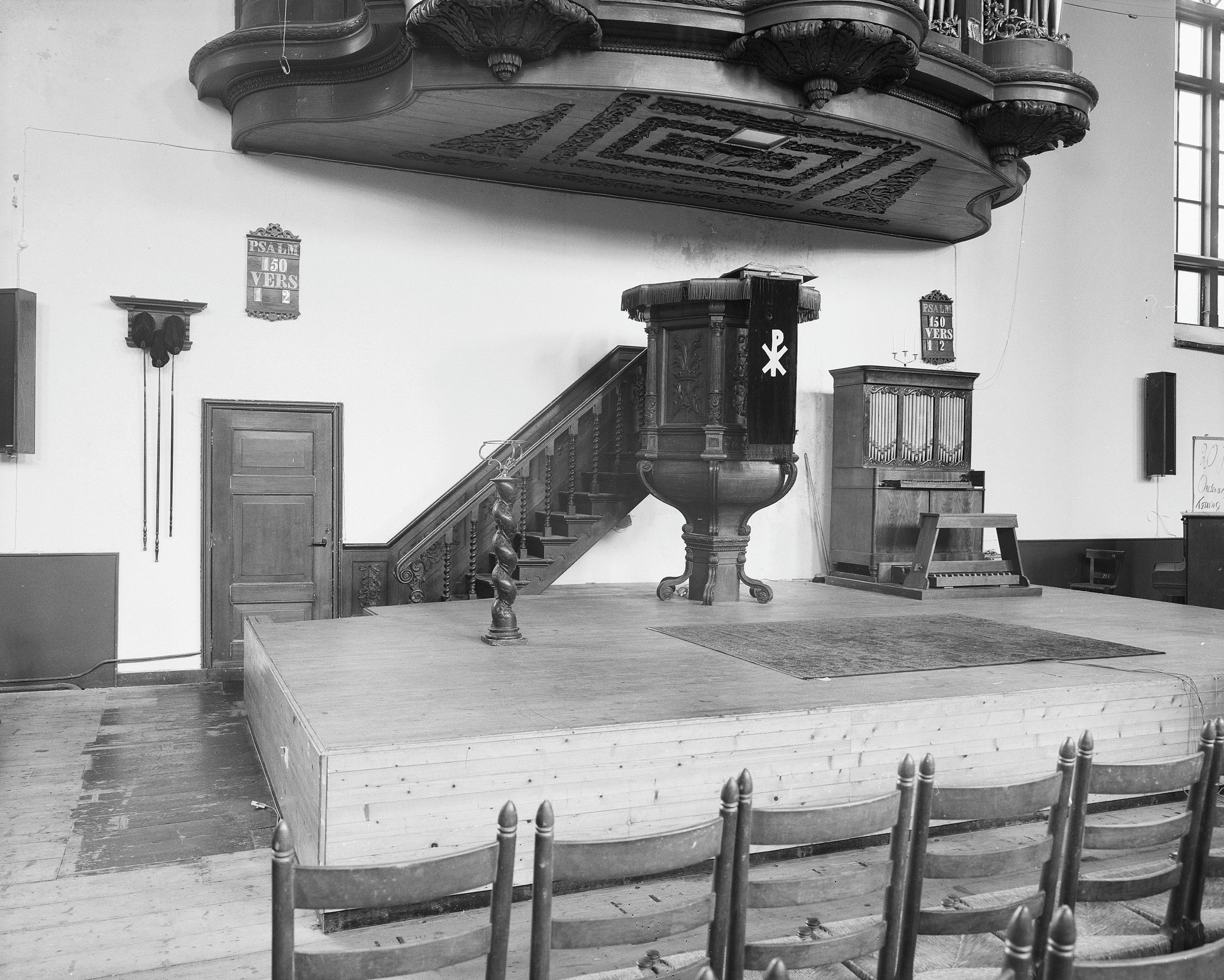
Preekgestoelte en staander met doopvonthouder (1974)
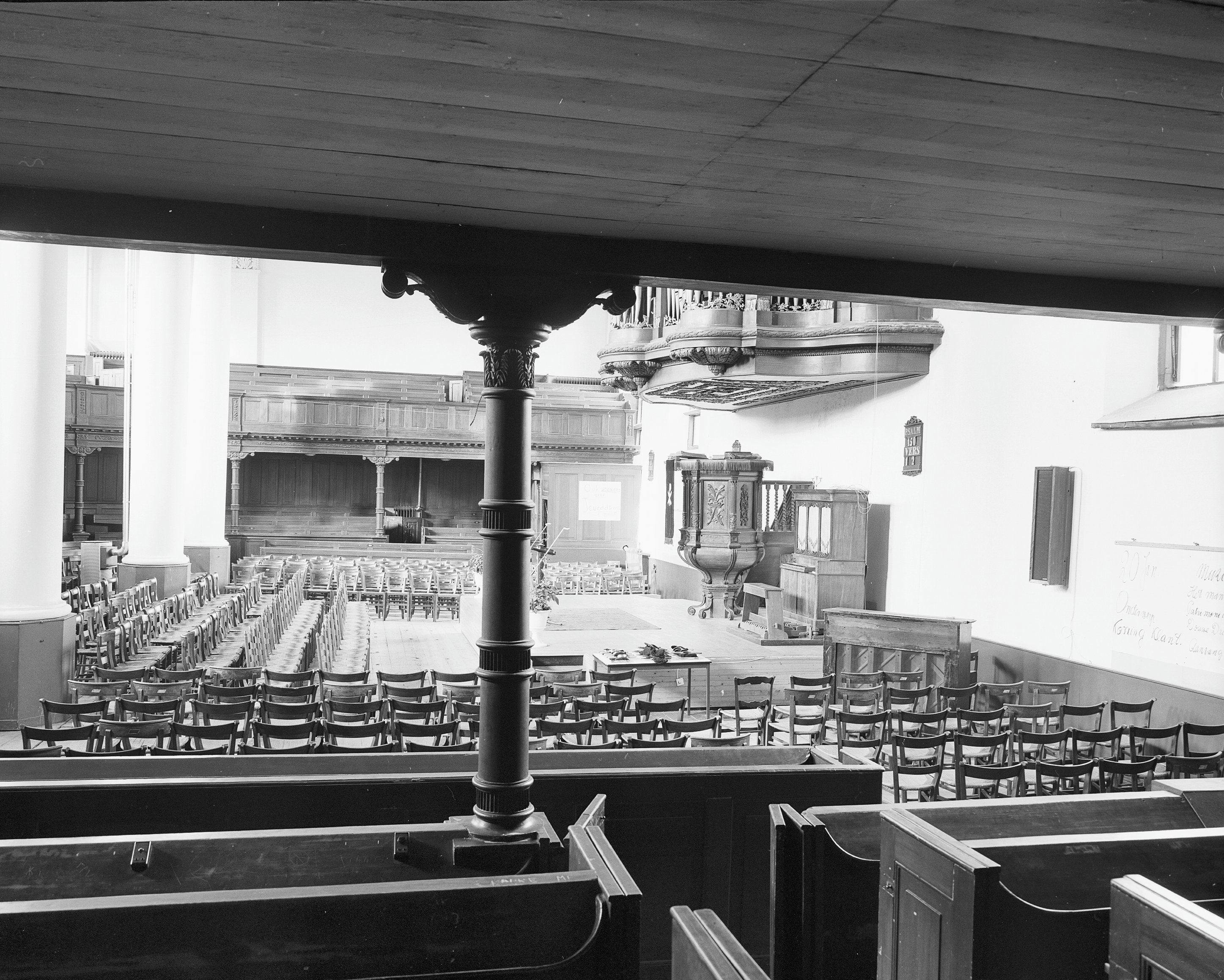
Interieur met preekstoel tegen de noordwand (1974)
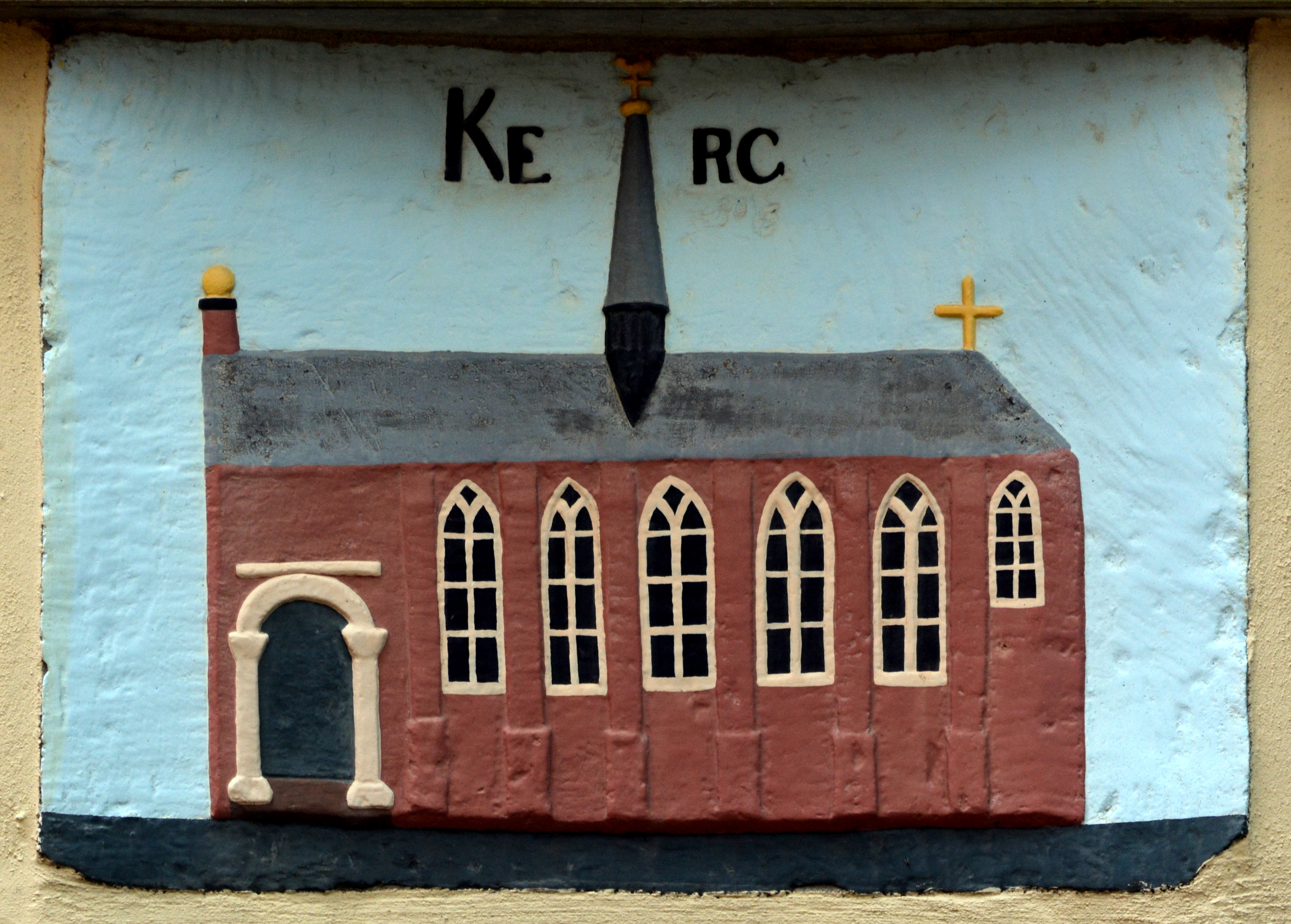
Gevelsteen van de begijnekerk